# Ministerstwo Pracy i Spraw Socjalnych Czech
Ministerstwo Pracy i Spraw Socjalnych Republiki Czeskiej (cz. Ministerstvo práce a sociálních věcí České republiky, MPSV) –  utworzone na mocy ustawy nr 2/1969 Sb. o powołaniu ministerstw i innych centralnych organów administracji państwowej Czeskiej Republiki Socjalistycznej.

## Kompetencje
Wymieniona ustawa (w § 9) określa, że do zakresu obowiązków MPSV należą:
- zdrowie i bezpieczeństwo podczas pracy
- zatrudnienie
- szkolenia podwyższające kwalifikacje zawodowe
- pensja i inne wynagrodzenia
- ubezpieczenia zdrowotne, emerytalne, społeczne
- opieka społeczna
- ochrona prawna macierzyństwa
- opieka nad rodziną
- ochrona społeczno-prawna dzieci
- pomoc dla obywateli, którzy potrzebują szczególnej pomocy
- integracja cudzoziemców
- zapewnienie równości płci[1]

Od 17 grudnia 2021 roku Ministrem Pracy i Spraw Socjalnych jest Marian Jurečka z partii ČSSD.

## Organizacja w Ministerstwie
- Instytut Badawczy Bezpieczeństwa Pracy (VÚBP)

## Reformy
Ministerstwo jest odpowiedzialne za realizację reform społecznych. W 2011 roku rozpoczął się proces wdrażania reform społecznych. Urzędnicy wprowadzają zmiany ze względu na poprawkę do ustawy o zatrudnieniu, sposobie udzielania świadczeń osobom niepełnosprawnym, ochronie społeczno-prawnej dzieci zagrożonych oraz ujednoliceniu płatności.

## Lista ministrów

### Czechy w składzie Czechosłowacji (do 1992 r.)
| Lp. |  | Minister         |  | Partia | Okres urzędowania | Rząd |
| --- |  | ---------------- |  | ------ | --- | --- |
| 1.  |  | František Toman  |  | KSČ    | 8 stycznia 1969 – 29 września 1969                                                                                               | Rząd Stanislava Rázla |
| 2.  |  | Emilian Hamernik |  | KSČ    | 29 września 1969 – 18 czerwca 1986                                                                                               | Rząd Stanislava Rázla Rząd Josefa Kempnego i Josefa Korčáka Drugi rząd Josefa Korčáka Trzeci rząd Josefa Korčáka Czwarty rząd Josefa Korčáka |
| 3.  |  | Nasta Baumruková |  | KSČ    | 18 czerwca 1986 – 21 kwietnia 1988 w kwietniu 1988 roku ministerstwo zostało włączone do Ministerstwa Zdrowia i Spraw Socjalnych | Rząd Josefa Korčáka, Ladislava Adamca, Františka Pitry i Petra Pitharta                                                                      |
| 4.  |  | Milan Horálek    |  | OF     | 29 czerwca 1990 – 2 lipca 1992                                                                                                   | Rząd Petra Pitharta |
| 5.  |  | Jindřich Vodička |  | ODS    | 2 lipca 1992 – 8 listopada 1997                                                                                                  | Pierwszy rząd Václava Klausa |

### Czechy (od 1993 r.)
| Lp. |  | Minister          |  | Partia                           | Okres urzędowania                    | Rząd                                                               |
| --- |  | ----------------- |  | -------------------------------- | ------------------------------------ | ------------------------------------------------------------------ |
| 1.  |  | Jindřich Vodička  |  | ODS                              | 2 lipca 1992 – 8 listopada 1997      | Pierwszy rząd Václava Klausa Drugi rząd Václava Klausa             |
| 2.  |  | Stanislav Volák   |  | ODS                              | 8 listopada 1997 – 16 lipca 1998     | Drugi rząd Václava Klausa Rząd Josefa Tošovskiego                  |
| 3.  |  | Vladimír Špidla   |  | ČSSD                             | 1 lipca 1998 – 12 lipca 2002         | Rząd Miloša Zemana                                                 |
| 4.  |  | Zdeněk Škromach   |  | ČSSD                             | 15 lipca 2002 – 4 września 2006      | Rząd Vladimíra Špidli Rząd Stanislava Grossa Rząd Jiříego Paroubka |
| 5.  |  | Petr Nečas        |  | ODS                              | 4 września 2006 – 8 maja 2009        | Pierwszy rząd Mirka Topolánka Drugi rząd Mirka Topolánka           |
| 6.  |  | Petr Šimerka      |  | bezpartyjny, wskazany przez ČSSD | 8 maja 2009 – 13 lipca 2010          | Rząd Jana Fischera                                                 |
| 7.  |  | Jaromir Drabek    |  | TOP 09                           | 13 lipca 2010 – 31 października 2012 | Rząd Petra Nečasa                                                  |
| 8.  |  | Ludmila Müllerová |  | TOP 09                           | 16 listopada 2012 – 10 lipca 2013    | Rząd Petra Nečasa                                                  |
| 9.  |  | František Koníček |  | bezpartyjny                      | 10 lipca 2013 – 29 stycznia 2014     | Rząd Jiříego Rusnoka                                               |
| 10. |  | Michaela Marksová |  | ČSSD                             | 29 stycznia 2014 – 13 grudnia 2017   | Rząd Bohuslava Sobotki                                             |
| 11. |  | Jaroslava Němcová |  | ANO 2011                         | 13 grudnia 2017 – 27 czerwca 2018    | Pierwszy rząd Andreja Babiša                                       |
| 12. |  | Petr Krčál        |  | ČSSD                             | 27 czerwca 2018 – 18 lipca 2018      | Drugi rząd Andreja Babiša                                          |
| 13. |  | Jana Maláčová     |  | ČSSD                             | 30 lipca 2018 – 17 grudnia 2021      | Drugi rząd Andreja Babiša                                          |
| 14. |  | Marian Jurečka    |  | KDU-ČSL                          | 17 grudnia 2021 – nadal              | Rząd Petra Fiali                                                   |